# Мађарско-румунски рат (1919)
Мађарско-румунски рат (мађ. 1919-es magyar-román háború, рум. Războiul Maghiaro-Român din anul 1919) је рат вођен између Краљевине Румуније и Мађарске Совјетске Републике. Избио је марта, а трајао до августа 1919. године. Избио је због Трансилваније, која је припојена Румунији 1. децембра 1918. године „Прокламацијом о уједињењу“. Она је донета у Алба Јулији и усвојили су је трансилвански Румуни, у чему их је подржала депутација трансилванских Саксонаца (Саси), али не и Секељи (Мађари) и Немци из Баната. Априла 1919. године на власт у Мађарској дошли су бољшевици, обећавши повраћај изгубљених територија, и прогласили су Мађарску Совјетском републиком. Армија нове владе брзо започиње дејства за повраћај Трансилваније, али Румунија врши контранапад и окупира велики део територије Мађарске, укључујући и престоницу Будимпешту. Мађарска Совјетска Република је уништена и нова мађарска власт започиње бели терор у земљи. Румунска војска се повукла из Мађарске марта 1920. године.

## Позадина

### Мађарска
Након нагодбе из 1867. године успостављена је Аустроугарска дуална монархија, у којој је Мађарима обезбеђена аутономија над југоисточним делом монархије: између осталог и у Трансилванији, где је постављен мађарски бирократски апарат, и у Словачкој, у којој је политика мађаризације изазвала емиграције. Фаворизујући Мађаре, друге по величини етничке групе у држави, бечка влада је изазвала незадовољство код осталих етничких група попут Чеха и Румуна.
Аустроугарска монархија водила је многе војне операције током Првог светског рата борећи се против Русије, Италије, Србије и Румуније, али уз помоћ савезничке Немачке. Са поразом Централних сила 1918. године нестала је дуална монархија. Астер револуцијом октобра 1918. године Мађарска је постала потпуно независна. Новом Народном Републиком управљала је либерална влада Михаља Карољија.

### Румунија
У периоду између 1859. и 1881. године настала је румунска кнежевина. Ова држава је настала уједињењем двеју бивших кнежевина, Влашке и Молдавије, под персоналну унију тадашњег молдавског кнеза Јона Александруа Куза (имају истог владара, али су и даље формално раздвојене), док је трећи део, где су Румуни чинили већину, Трансилванија, остао и даље под хабзбуршком влашћу. Избијањем Првог светског рата 1914. године Румунија је остала неутрална. Међутим, августа 1916. године у Букурешту је закључен споразум са Антантом. По том споразуму Румунији су, у замену за њен улазак у рат на страни Антанте, биле обећане територије које су насељавали углавном Румуни.
Румунија није имала много успеха након објаве рата. Иако су по избијању рата били окупирани делови Трансилваније, обухватни напад Централних сила довео је до губитка Влашке и Добруџе. Румунија је била ограничена на Молдавију у јануару 1917. године, која је одржавана уз помоћ савезничке Русије. После Октобарске револуције Русија излази из рата, што је потврђено споразумом у Брест-Литовску марта 1918. године. Препуштени сама себи, Румунија је већ у децембру 1917. године закључила примирје са Централним силама. Искористивши Руски грађански рат, Румунија је извршила априла 1918. године анексију Бесарабијом већински насељеном Румунима. Под притиском Централних сила румунски премијер Александру Маргиломан 7. маја 1918. године потписује мир у Букурешту, који укључује територијалне губитке, и који траје до победе Антанте у западној Европи 1918. године. Међутим, краљ Фердинанд I Хоенцолерн га не потписује.

## Узроци рата

### Проглашење Мађарске Совјетске Републике
За време владе Михаља Карољија преостали мађарски војници су морали да се повуку због политичког притиска Антанте у Кришану, док је Банат у међувремену потпао под контролу Срба и Француза. С друге стране, новонастала Чехословачка запосела је Словачку. Међу чланицама Антанте владало је подељено мишљење што се тиче питања како треба да изгледају будуће границе у југоисточној Европи. Уједињено Краљевство жели равнотежу снага, док Француска, међутим, жели да ојача своје савезнике (Румунија, Србија). Мађарска је, стога, требало да прихвати територијалне губитке.
Дана 20. марта 1919. године Антанта је обавестила мађарску владу да ће територије, укључујући и линију Сату Маре-Орадеа-Арад бити одобрене Румунији. Либерални режим Мађарске под Карољијем је након последњих територијалних губитака изгубио популарност, те су представници те странке поднели оставку 21. марта 1919. године препустивши власт комунистима, који су створили нову комунистичку државу познату као Мађарска Совјетска Република.
Успон Мађарске комунистичке партије био је брз. Партија је била основана у московском хотелу 4. новембра 1918. године. Основала ју је група мађарских заробљеника и комунистичких симпатизера. Након што су формирали Централни комитет, послали су своје чланове у Мађарску да би регрутовали нове чланове. Пропагирали су идеје партије и радикализовали Карољијеву владу. Фебруара 1919. године партија је бројала између 30.000-40.000 чланова, укључујући многе незапослене бивше војнике, младе интелектуалце, и Јевреје. Истог месеца, Бела Кун је био затворен због подстрекавања на нереде, али његова популарност је скочила када је један новинар известио да га је претукла полиција. Кун је пуштен тријумфално из затвора када су социјалдемократе предали власт „Народним комисарима“, који су прокламовали Мађарску Совјетску Републику 21. марта 1919. године.
Комунисти су написали привремени устав, гарантујући слободу говора и окупљања; бесплатно образовање, право на језик и културу националних мањина (што није заживело до краја у пракси), као и друга права. Такође је предвиђено право гласа за све изнад осамнаест година, осим свештенства, „бивших експлоататора“, и још других. Дана 25. јуна Кунова влада објавила је диктатуру пролетаријата, национализовала индустријска и комерцијална предузећа, станове, банкарство, медицину, културне институције, као и све поседе који су имали више од 40,5 хектара. У настојању да обезбеди своју владавину комунистичка власт је пребегла насиљу. Револуционарни трибунал је наредио око 590 погубљења, укључујући и неке за „злочине против револуције“.
Бела Кун је успео да предузме овако радикалне мере, иако је мађарских комуниста било релативно мало, а подршку коју је уживао била је заснована више на програму враћања мађарских граница, него на револуционарним мерама. Кун се надао да ће совјетска влада интервенисати у име Мађарске и да је револуција свих радника у свету неизбежна. У једном говору објављеном на радију обавестио је Лењина, да је у Мађарској успостављена диктатура пролетаријата, и нуди му савезништво, које Руска Совјетска Федеративна Социјалистичка Република (РСФСР) одбија због унутрашњих проблема у земљи. Мађарска влада је стога остављена сама себи, и оснива Црвену Гарду под командом Матије Ракошија. У почетку су многи војници Мађарске Црвене армије били наоружани радници из Будимпеште. Касније је Мађарска Црвена армија постала истински национална војска, чији су редови попуњени више из патриотских, него из идеолошких разлога.
Поред тога, група од 200 наоружаних људи обучених у кожне јакне - познатих као „Лењинови момци“ или „Лењинова омладина“ (мађ. Lenin-fiúk) формирала је мобилни одред под вођством Јожефа Черњија и деловала као лична стража Тибора Самуела, комесара за војна питања. Овај одред је био распоређен по разним локацијама широм земље, где је примећен рад контрареволуционарних елемената. „Лењинови момци“, као и друге сличне групе и агитатори, убијали су и терорисали много људи (нпр. наоружани с ручним гранатама и користећи пушке растеривали су верске церемоније). Убијали су жртве без суђења. Ово је изазвало низ сукоба са локалним становништвом, од којих су неки били насилни. Иако није јасно када и у којој мери је „Лењинова омладина“ постала егзекуторски одред, савремени медији сугеришу да је било еволуције од спроводника до убица. Тако је 18. маја 1919, готово два месеца од почетка четворомесечне Мађарске револуције из 1919. године „Њујорк тајмс“ известио да:
„Лењинова омладина“... је добро наоружана пушкама, ручним бомбама и митраљезима. У америчком граду назвали би се гангстерима, али у недостатку одговорности владе у стању су да делују слободније. До сада су, по речима људи који су директно из Будимпеште, починили само пљачке, али будући да су криминалних инстинката и имајући моћ, нема сумње да би могли починити веће злочине.

### Уједињење Румуније са Трансилванијом
Румунска војска се у складу са миром у Букурешту маја 1918. године делимично демобилисала. Само је 9. и 10. пешадијској и 1. и 2. коњичкој дивизији преостало снаге након Првог светског рата, али су оне коришћене да чувају Бесарабију од напада руских бољшевика. Поразом Централних сила Румунији се пружила шанса да годину дана касније освоје територије већински насељене Румунима. Краљ Фердинанд I Хоенцолерн позива на мобилизацију румунске војске и наређује напад преко Карпата у Трансилванију. Прва, седма и осма ловачка дивизија (рум. Divizia de vanatoare) биле су стациониране у Молдавији, где су мобилисане прве јединице под овим околностима.
Један дан пред крај Првог светског рата, 10. новембра 1918. године, Румунија је објавила свој поновни улазак у рат, мотивишући га истим оним циљевима с којим је у њега ушла 1916. године. Осма дивизија је послата у Буковину, а остале две у Трансилванију. Међутим, источна команда Антанте под француским генералом Франше д' Епереом поставила је привремену демаркациону линију у последњим мађарским источним регионима: Румунија треба да окупира Трансилванију до реке Мориш, Србија Банат, док Северна Трансилванија, Кришана и Марамуреш до даљњега треба да остану Мађарској.
Дана 12. новембра 1918. године крећу у напад на Трансилванију, али прво на област коју им је доделила Антанта. Мање тешка ситуација била је у бившој аустријској Буковини коју су окупирале румунске јединице и с којом је договорено уједињење 28. новембра 1918. године.
Народна скупштина трансилванских и мађарских Румуна, која се састојала од 1.228 изабраних румунских представника у Трансилванији, Банату, Кришани и Марамурешу, сазвана је 1. децембра 1918. (18. новембра по старом календару) у Алба Јулији и једногласно изгласала:
уједињење тих Румуна и свих територија насељених њима са Румунијом.
Резолуција коју је изгласала Народна скупштина предвидела је „основне принципе за оснивање нове румунске државе“. Уједињење је било условно, и захтевало је очување демократске локалне аутономије, једнакости свих националности и вероисповести.
Краљ Фердинанд I Хоенцолерн потписао је 11. децембра 1918. године Закон у вези уједињења Трансилваније, Баната, Кришане, Сатмара и Марамуреша са Краљевином Румунијом, истичући да:
Земље именоване у резолуцији албајулијске скупштине 18. новембра 1918. јесу и остају заувек уједињене са Краљевином Румунијом.
Трансилвански Саксонци су 8. јануара 1919. године подржала чин уједињења.
Јединице прве и седме ловачке дивизије напредовале су децембра месеца све до реке Муреш, где је зацртана демаркациона линија, коју су одредили представници Антанте и Мађарске у Београду 13. новембра 1918. године У исто време, јединице немачке армије под комадном маршала Макензена повлачиле су се ка западу. На румунски захтев, команда Антанте под вођством генерала Франше д' Епереа дозволила је румунској армији да напредује до западних Карпата где је померена демаркациона линија. До 22. јануара 1919. године румунске снаге су запоселе област до румунских западних Карпата.
Седма ловачка дивизија напредовала је директно у правцу Клужа, а прва директно у правцу Алба Јулије. Јединице румунске армије ушле су у Клуж 24. децембра. Од 22. јануара 1919. године румунске снаге су држале под контролом све територије до новопостављене демаркационе линије. У овом тренутку румунске јединице у Трансилванији биле су слабе, а имале су задатак да спрече сваки покушај мађарске војске да помери линију, као и да одржава ред у територијама под својом контролом. Стога је румунска Врховна команда одлучила да пошаље још две дивизије у Трансилванију: 2. ловачка дивизија у Сибињ, а 6. пешадијска у Брашов. Јединствена команда румунске војске у Трансилванији је основана са седиштем у граду Сибињу, где је генерал Трајан Мошоју стављен у надлежност ове команде.
Румунија је започела организовање ове новоприпојене територије, која је у овом тренутку обухватала далеко од румунски етнички чисте регије. Основане су две нове пешадијске дивизије, 16. и 18., које су биле састављене од румунских војника који су претходно били мобилисани у аустроугарској војсци.
Савет Антанте одлучио је 28. фебруара да обавести Мађарску о доношењу нове демаркационе линије до које ће румунска војска да напредује. Ова линија се подударала са железницом која је повезивала градове Сату Маре, Орадеа и Арад. Међутим, Румунима није дозвољено да уђу у ове градове. Демилитаризована зона је требало да буде створена и да се прошири за 5 km што је значило да она прелази територије обележене румунским територијалним захтевом у Мађарској. Повлачење мађарске војске са западне границе демилитаризоване зоне требало је да отпочне 22. марта 1919.
Обавештење је стигло у Мађарску 19. марта преко француског потпуковника Фернанда Викса, које је наредног дана прослеђено Карољију. Карољи и његова влада поднели су оставку 21. марта, предавши власт комунистима, сматрајући да је боље тако, него пристати на линију Сегедин-Ходмезевашархељ-Дебрецин-Вашарошнамењ. У овом периоду дошло је до чарки између румунских и мађарских трупа, а једном приликом и између украјинских и румунских. Неки мађарски елементи ангажовани су да малтретирају румунску популацију изван подручја под контролом румунске армије.

## Борба за Трансилванију и Кришану
Након 21. марта 1919. године Румунија се суочила са два комунистичка суседа: Мађарском и Совјетским Савезом. Румунска делегација на мировној конференцији у Паризу захтевала је да румунској војсци буде дозвољено да збаци комунистички режим у Мађарској. Иако свесни комунистичке опасности, у Савету Антанте дошло је до раздора између америчког председника Вудра Вилсона, британског премијера Дејвида Лојд Џорџа и француског премијера Жоржа Клемансоа, а узрок је био француско-немачко разграничење. Америчка делегација била је убеђена да ће тврдолинијашки став француског маршала Фоша довести на крају до новог сукоба због којег би избио нови рат, овај пут са Немачком и Совјетским Савезом. Делујући на том простору, учесници конференције су покушали да ублаже ситуацију у Мађарској. Стога је 4. априла послат јужноафрички генерал Смутс у Будимпешту с предлогом за Кунову владу по којем би се она обавезала да ће се придржавати свих услова којих су се раније придржавали Карољи и његова влада. Уколико би она то урадила, Антанта би признала Совјетску Мађарску, повукавши блокаду. Такође усвојила би благонаклон став према њој у разматрању њених граница са Румунијом, Чехословачком и Југославијом. Међутим, пошто је Кун затражио повлачење румунске армије до Муреша дискусија је дошла до „мртве тачке“.
У међувремену, Кун је покушао да добије на времену у циљу да изгради војску помоћу које би водио рат са Румунијом и Чехословачком. Знајући за његове намере, режим у Румунији регрутовао је нове трупе са припојених територија. На првој линији румунског фронта било је 20.000 војника. Кун је успео да мобилише још 60.000 војника из Орадеа, Ђулае, Дебрецина и Солнока, које је сместио на другу линију. Мађарска армија била је мешавина елитних јединица и официра из бивше аустроугарске војске и слабоквалификованих добровољаца. Били су опремљени са 137 топа и са 5 оклопна воза. Иако је владала шароликост у њеним редовима, у тој војсци је преовлађивао дух национализма, а у мањој мери комунистички идеали, и то је оно због чега је била високо мотивисана. Мађари нису полагали наду само на сопствену снагу, већ и на интервенцију бољшевичке Русије. Рат је решен да буде грађански и да се води на својој земљи, али су распоређене трупе на граници са Румунијом, у циљу да се поврати Бесарабија. Румунија се морала прилагодити рату на два фронта, те је стога распоредила део своје војске у и Бесарабији.
Када је дискусија с Куном приведена крају, румунска армија добила је наређење од румунске владе да предузме акцију и присили мађарске власти да се понашају у складу са одлуком Савета Антанте донетој 28. фебруара. Румунска војска у Трансилванији располагала је са 64 пешадијска батаљона, 28 коњичких ескадрона, 160 топова, 32 хаубице, једним оклопним возом, 3 ваздухопловна ескадрона, 2 пионирска батаљона, и била је организована у две групе: Северна и Јужна. Свеобухватна команда румунске армије у Трансилванији била је поверена генералу Георгеу Мардарескуу, док је генерал Мошоју постављен за команданта Северне групе. Румунски ратни план био је да много јача Северна група нападне и преузме Кареј и Орадеау, одвојивши тиме елитне секељске дивизије од остатка мађарске армије, сачињене искључиво од добровољаца. Затим би иста група требало да настави с бочним нападом, а у исто то време Јужна група би напредовала до Раднае и Бејуша, а затим би служила као строжер за обухватни напад са Северном групом. Напредовање би било заустављено код леве обале Тисе. За почетак операције одређен је 16. април.

### Мађарски напад
Свесни припрема румунске војске, мађарске снаге су утврдили планинске прелазе и њихови посредовањем покренут је превентивни напад између 15. и 16. априла. Напад је заустављен уз помоћ резервних формација, па су румунске снаге успели да одрже линију. Између 16. и 18. априла започињу сопствену офанзиву, савладавши у тешким борбама планинске пролазе. Мађарски кадети су пружали жесток отпор центру 2. ловачке дивизије, али их је румунски 9. пук поразио у вечерњим сатима 16. априла. Дана 18. априла прва фаза румунске офанзиве била је завршена, а мађарски фронт је сломљен. Кареј је заузет 19. априла, а Орадеа и Салонта 20. априла. У овом тренутку румунске армије су прешле линију које је поставила Антанта у Виксовој повељи. Међутим, румунска Врховна команда је одлучила да пређе ову линију и да напредује до Тисе, где су се налазила подручја већински насељена Секељима (Мађари), из војно-стратегијских разлога: Тиса чини природну одбрану и лако је бранити се с те позиције, а у исто време мађарска армија је била потучена, али не и уништена. На тај начин, румунске снаге су отишле против воље Антанте. Мађарска војска се повукла, учврстивши се на линији Њиређхаза-Дебрецин-Бекешчаба, која је такође била сломљена. До 1. маја 1919. године румунске снаге су освојиле све територије источно од реке Тисе.

### Судбина секељске дивизије
Користећи коњицу румунске снаге су ометали сваки покушај мађарских да образују нову одбрамбену линију између Њиређхазе, Дебрецена и Бекешчабе. Истовремено, испред Северне групе румунске армије, најбоље јединице мађарске армије, Секељска дивизија (мађ. Székely Hadosztály), повлачиле су се према Њиређхази, док их је стално узнемиривала румунска 2. коњичка дивизија. Покушали су да зауставе своје повлачење и да се боре у околини града, али су их румунске снаге преполовиле, па је Њиређхаза окупирана 26. априла. Дивизија је покушала да побегне западно преко Тисе, али у том трену су читаву леву обалу реке контролисале румунске снаге. Последње мађарске трупе, бранећи мостобран преко реке, поражене су 29. априла код Ракамаза.

### Прелазак румунске армије преко Тисе
Румуни су окупирали Дебрецин 23. априла, и румунска војска је започела припреме за напад на Бекешчабу. То је почело 25. априла, а већ наредног дана град је пао после тешких борби. Већина преживелих, након што су се објединили, повлачило се према Солноку, где су покушали да побегну западно преко Тисе, образујући две концентричне одбрамбене линије у близини Солнока чији крајеви су лежали дуж Тисе. Између 29. априла и 1. маја румунска армија је успела да пробије ове линије, упркос појачањима која су слата са западне обале Тисе. У вечерњим сатима 1. маја цела источна обала Тисе била је под контролом румунске армије.
Дана 2. маја Кунова влада затражила је мир. У предлогу мира, који је послат преко потпуковника Верта, Кун је био спреман да призна све територијалне захтеве Румуна и тражио је да у замену за прекид пријатељства не буде икакве спољње интервенције која би се мешала у унутрашње послове Мађарске. Румунски представници су нудили само примирје, али тек под притиском савезничке Врховне команде, која је 30. априла преко француског министара спољњих послова Пишона замолила румунског премијера Братјануа да заустави напредовање румунских трупа преко Тисе, и да их повуче на демаркациону линију коју су наметнули савезници. Братјану је обећао да румунска армија неће прелазити Тису и да ће остати на левој обали реке.
Генерал Мошоју је именован гувернером војног дистрикта између румунске границе и реке Тисе, бивајући замењен на командном месту Северне групе армија генералом Михаескуом. Истовремено, 7. румунска дивизија је транспортована са мађарског фронта на руски фронт у северној Молдавији.

## Продужење рата против Словачке и Бесарабије
Србија је за време мађарско-румунског рата задржала посматрачки став. Чехословачка је, међутим, искористила повољан тренутак заузетости мађарских трупа на фронту са Румунијом, те је напала са севера. Ипак, побољшана је стратешка ситуација Мађарске почетком маја 1919. године пошто је Русија интервенисала у рату. Бољшевичка Русија није признала румунску анексију Бесарабије. Прва значајна војна акција била је привремено освајање града Хотина крајем јануара 1919, али је румунски притисак био толико јак, да су се руске снаге морале повући иза реке Дњестар. Како су румунске снаге напредовали ка Тиси, тако је Русија интензивирала своје нападе у Бесарабији. Ипак, један од таквих напада румунске снаге су одбиле код Тигине (данашња Молдавија), захваљујући остацима француско-грчке војске, која се искрцала у Одеси, али се након тога морала повући.
Мађарска и Румунија потписали су примирје. Комунистима је оно било потребно да реорганизују своју војску, док су га Румуни искористили да би пребацили своје трупе са Тисе на Дњестар, у намери да се освете Русима. Иако поход на Русију није донео ни тренутан успех, он је за мађарско-румунски рат био од значаја, јер захваљујући њему румунске трупе су остале везане за Источни фронт.

## Међународни преговори
Примирје са Румунијом омогућио је мађарским комунистима нови простор за деловање. На њеном северном фронту Чехо словаци заузимају са Словачком један регион, који се показао већински насељен мађарским живљем. Не само захваљујући вештим управљањем својих трупа, којима је руководио војни начелник генералштаба Аурел Штромфелд, него и неуспехом једног румунског напада, Мађарима је успело да од 20. маја 1919. јужну Словачку поново поврате под своју контролу. Тако је посредством мађарских комуниста прекинута војна веза између Румуније и Чехословачке, а уз то су освојили и домаћи политички престиж као браниоци свог националног интегритета.
Средином јуна Антанта је понудила примирје зараћеним странама. У споразуму је предвиђено да ће се румунска војска повући иза линије Сату Маре-Орадеа-Арад, чим Мађари буду напустили Чешку. Комунисти су прихватили оваку нагодбу, плашећи се координираног напада противника, и надајући се да ће добити концесију над оним територијама које су биле иза демаркационе линије. Румунска влада је, међутим, пристала да испуни свој део уговора, али тек након демобилизације мађарске војске. Мађарска је затим прекинула преговоре.
До тада је Француска била једини члан Антанте који је био заклети противник Мађарске Совјетске Републике. Уједињено Краљевство и САД су се, међутим, залагале споразумном решењу у Централној и источној Европи, да би избегле евентуални рат који би изазвала Немачка у блиској будућности. Интерес ових двеју сила је остао на снази и одбијен је тек када је Немачка потписала Версајски мировни уговор 28. јуна 1919. год. Од тада Француска преузима политику у Централној и Источној Европи у своје руке, одлучујући да санкционише Мађарску Совјетску Републику.

## Битка код Тисе
Савет Антанте био је дубоко незадовољан румунским напредовањем, које је извођено без његове сагласности. Било је чак и гласина да је румунска војска кривац за проблеме у Мађарској и тражено је да се одмах повуку на стварну демаркациону линију. Савет је такође покушао да убеди румунску владу да отпочну разговоре са Куновом владом. Међутим, румунска влада је тврдила да је Тиса једина смислена демаркациона линија до коначног разграничења са Мађарском.
Савет је вршио притисак и на Куна захтевајући од њега да заустави своје напредовање у Чехословачкој, претећи му координираним нападом француских, српских и румунских трупа са југа и истока у исто време. Такође су обећали повољно држање према Совјетској Мађарској приликом каснијих мировних преговора који су се тицали разграничења. Савет је 12. јуна обавестио владе Румуније, Чехословачке, Југославије и Мађарске о доношењу нових граница. Под овим околностима, Мађарска је потписала примирје са Чехословачком 23. јуна, а 4. јула су се мађарски војници повукли 15 km јужно од демаркационе линије. Савет је захтевао да румунска војска напусти Потисје и да се повуче на нове границе, али румунска влада је одговорила да ће то учинити, али тек након што Мађарска демобилише своју војску. Након саслушања румунских захтева од представника Савета, Кун је одговорио да ће се од тада ослањати искључиво на моћ своје војске.
Овај нови след догађаја окренуо је Савет против Куна, па је он 11. јула наредио да отпочне координирани напад српских, француских и румунских трупа на Совјетску Мађарску. План за овај напад поверен је француском маршалу Фошу. Међутим, након потписивања примирја са Чехословачком, Мађарска је почела да мобилише војску против румунске војске дуж Тисе. Дана 17. јула 1919. године мађарске снаге су напале на неколико места дуж 250 km широког фронта на Тиси. Пошто су у борбама Бесарабији коришћене мање снаге од по неколико стотину бораца, овде је стајало много више војника. Обе стране су имале око 50.000 пешака, али су румунске снаге располагали знатно већом коњицом (12.000) у односу на мађарске (1500). Иако су мађарске снаге имали мање топова (69 насупрот 80) њихови су били већег калибра.
После неколико дана бомбардовања мађарски војници су 20. јула прешли реку на три места. Успели су да освоје неке градове, али нису могли да пробију румунску одбрамбену линију. Контранапад румунских снага изведен 26. јула натерао је мађарске да повуку своје јединце преко Тисе.
Битка код Тисе била је једна од најинтензивнијих битака у целом рату. Румунске снаге су након ње изгубили 123 официра и 6.434 војника: 39 официра и 1.730 војника је погинуло, 81 официр и 3.125 војника је рањено, а три официра и 1.579 војника је нестало. До 8. августа 1919. године заробљено је 1.235 официра и 40.000 војника, заплењено 350 топова, укључујући оне са калибром од 305 mm, 332 митраљеза, 52.000 пушака и 87 аероплана. Такође су заплењене огромне количине муниције, као и транспортних средстава.

## Освајање Будимпеште
Румунска војска је након победе на Тиси своје бесарабијске трупе пребацили на запад упркос неслегању опозиционе фракције Антанте. За прелазак преко Тисе ангажовано је 119 батаљона са укупно 84.000 војника, 99 артиљеријских батерија са укупно 392 топова и 60 коњичких ескадрила са укупно 12.000 људи. Мађари су ефикасно користили артиљерију, гађајући области где су се румунске снаге концентрисале. Између 27. и 29. јула Румунске снаге су тестирали снагу мађарске одбране вршећи на њу мали притисак. Коначно су одлучили да пређу Тису у близини Феђвернека где се река улива. Прелазак код Феђвернека покривале су разне мање операције на другим местима, које су имале задатак да одврате непријатеља од места где ће се догодити стварни напад, водећи с њим интензиван артиљеријски дуел. Румунским војницима је пошло за руком да изненаде мађарске код Феђвирнека, који су се 31. јула одлучили да напусте Тису и да се повуку у правцу Будимпеште.
Румунске снаге су наставиле са притиском на мађарску војску, гонећи је у правцу Будимпеште. Позиције мађарске војске су се убрзо свеле на одбрану главнога града Будимпеште. Јужна група мађарских армија је капитулирала 1. августа 1919. године након борбе код Солнока. Бела Кун затим одлази у егзил преко Аустрије у Русију. Од 3. августа северна група мађарских армија нашла се у румунском окружењу и морала је убрзо потом да капитулира. Румунска војска је затим напала Будимпешту, а убрзо и Ђер, где се завршило њено напредовање. Прве румунске јединице које су ушле у Будимпешту 3. августа у вечерњим сатима биле су три ескадриле 6. коњичког пука 4. бригаде под заповедништвом генерала Ресескуа. Само 400 људи са два топа били су надлежни да окупирају град и одрже га све до поднева 4. августа, када је највећи део румунске снаге ушао у Будимпешту одржавши кроз њен центар параду испред свог команданта, генерала Мошојуа.
С једне стране падом мађарске престонице Мађарска Совјетска Република је престала да постоји, а с друге стране Румунија је одлучила крај рата у своју корист. Румунске снаге су у наредном периоду држали скоро целу Мађарску под својом контролом изузев области у околини језера Балатон. Тада су уз пристанак Румуније владале мађарске трупе под конзервативним адмиралом Миклошем Хортијем, које су вршиле „Бели терор“ над остацима комунистичког режима. Хортијеве трупе биле су снабдеване оружјем румунске војске.
Читав Мађарско-румунски рат из 1919. године вођен је у периоду од девет месеци. Румунској војсци је 188 официра и 11.478 војника избачено из строја, од којих је 69 официра и 3.601 војника погинуло. Румунске снаге су почеле да се повлаче у новембру 1919, а између 14. фебруара и 28. марта 1920. године и последње јединице су напустиле територију Мађарске.

## Последице

### Мађарска
Након завршетка Мађарске Совјетске Републике војвода Јозеф Август Аустријски је покушао да формира нову владу у Мађарској. Он, међутим, није могао доћи на престо, јер Антанта није хтела да још један Хабзбург завлада Мађарском. Бивши адмирал у аустроугарској морнарици, Миклош Хорти, прешао је са својим трупама у Будимпешту 16. новембра 1919. године и постао 1. марта 1920. фактички шеф државе. На домаћем плану то је довело до прогона мађарских Јевреја и комуниста, који су били одговорни за Мађарску Совјетску Републику.
Крајем 1920. године коалиција десно оријентисаних политичара победила је на изборима и вратила у Мађарску уставну монархију. Избор новог краља је одложен због нестабилног стања у земљи и одлучено је да се у међувремену постави намесник који ће представљати монархију. За намесника (регента) је постављен Миклош Хорти. Покушаји задњег угарског краља Карла IV да се врати на престо 1921. били су осујећени претњом ратом од стране суседних држава и недостатком подршке од самог Хортија.

### Румунија
Румунија је постигла свој циљ због којег је ушла у Први светски рат. У споразуму из Букурешта из 1916. Румунији нису обећане само аустроугарске територије, него и део Бесарабије који је припадао бившој савезничкој Русији. Тако су 1920. године све територије насељене већински Румунима постале саставни део Велике Румуније. Међутим, сада су се у овој држави, која је претходно била претежно хомогена, нашле и друге нације и народи. Највише је било Мађара који су у историјској Земљи Секеља и још неким граничним подручјима чинили већину.
По питању спољне политике Румуни су се после 1920. године запали у незавидан положај, јер су се нашли у окружењу три ревизионистички настројене према њој државе. Поред Русије и Мађарске Румунија је имала за непријатеље и Бугарску, којој је за време Другог балканског рата анектирала јужну Добруџу коју је задржала и после Првог светског рата. После спољне политике какву је водила за време тридесетих година двадесетог века, морала је да између 1940. и 1948. поради на њиховом побољшању. То је имало своју цену, па тако трајно губи Бесарабију, северну Буковину и јужну Добруџу. Мађарској је након Друге бечке арбитраже додељен северни део Трансилваније, али је после Другог светског рата поново враћена Румунији.